# Giuseppe Carraro
Giuseppe Carraro (ur. 26 czerwca 1899 w Mirze, zm. 30 grudnia 1980 w Weronie) – włoski biskup i Czcigodny Sługa Boży Kościoła katolickiego.

## Życiorys
Giuseppe Carraro urodził się 26 czerwca 1899. Wstąpił do seminarium w Treviso w październiku 1910. 31 marca 1923 został wyświęcony na kapłana przez biskupa bł. Andrzeja Jacka Longhina. Następnie został wysłany jako pomocnik proboszcza w Castelminio Resana, oraz, w tym samym czasie, rozpoczął studia na Uniwersytecie w Padwie, gdzie uzyskał dyplom w dziedzinie nauk przyrodniczych. Od 1928 roku uczył różnych przedmiotów literatury, nauki i matematyki w seminarium w Treviso. W 1938 jako nauczyciel w szkole średniej został mianowany ojcem duchowym w seminarium. W 1944 roku został rektorem w seminarium, a we wrześniu 1952 otrzymał nominację biskupią. Sakrę przyjął 1 listopada tegoż roku. 9 kwietnia 1956 został mianowany na prałata biskupa diecezji w Vittorio Veneto, gdzie przybył 9 czerwca. Brał udział w Synodzie Biskupów w 1967 i 1974 roku. W grudniu 2005 Flavio Roberto Carraro ogłosił otwarcie jego procesu kanonizacyjnego. 